# Jerome Harmon (basket-ball)
Pour les articles homonymes, voir Jerome Harmon et Harmon.
Jerome Harmon, né le 6 février 1969 à Gary (Indiana) aux États-Unis, est un ancien joueur de basket-ball professionnel américain. Il mesure 1,93 m.

## Université
- 1989 - 1991 :  University of Louisville (NCAA)

## Clubs
- 1991 - 1992 :  Louisville Shooters ( GBA )
- 1992 - 1993 :  Rochester Renegade (CBA)
- 1993 - 1994 :  Columbus Horizon (CBA)
- 1994 - 1995 :  Fort Wayne Fury (CBA)

puis  Philadelphia Sixers (NBA)
- 1995 - 1996 :  Grand Rapids (CBA)

puis  Trieste (Lega A)
- 1996 - 1997 :
- 1997 - 1998 :  Yakima Sun Kings (CBA)
- 1998 - 1999 :  Cholet (Pro A)

puis  Antibes (Pro A)
puis  Chalon-sur-Saône (Pro A)
- 1999 - 2000 :
- 2000 - 2001 :  Lausanne (Ligue Nationale A)
- 2001 - 2002 :

## Sources
- Maxi-Basket
- Le journal de Saône-et-Loire